# Simon Renard de Saint-André
Pour les articles homonymes, voir Saint-André.
Simon Renard, dit de Saint-André est un portraitiste français du XVIIe siècle né à Paris le 10 septembre 1614, et mort dans la même ville le 13 septembre 1677.
Il est paradoxalement surtout connu pour ses vanités. 

## Biographie
Il est né Simon Regnard, fils de Claude Regnard, marchand orfèvre à Paris, et de Denise Laurier.
Simon Renard a été l'élève de Louis Beaubrun, peintre, oncle de Henri et Charles Beaubrun et ses condisciples.

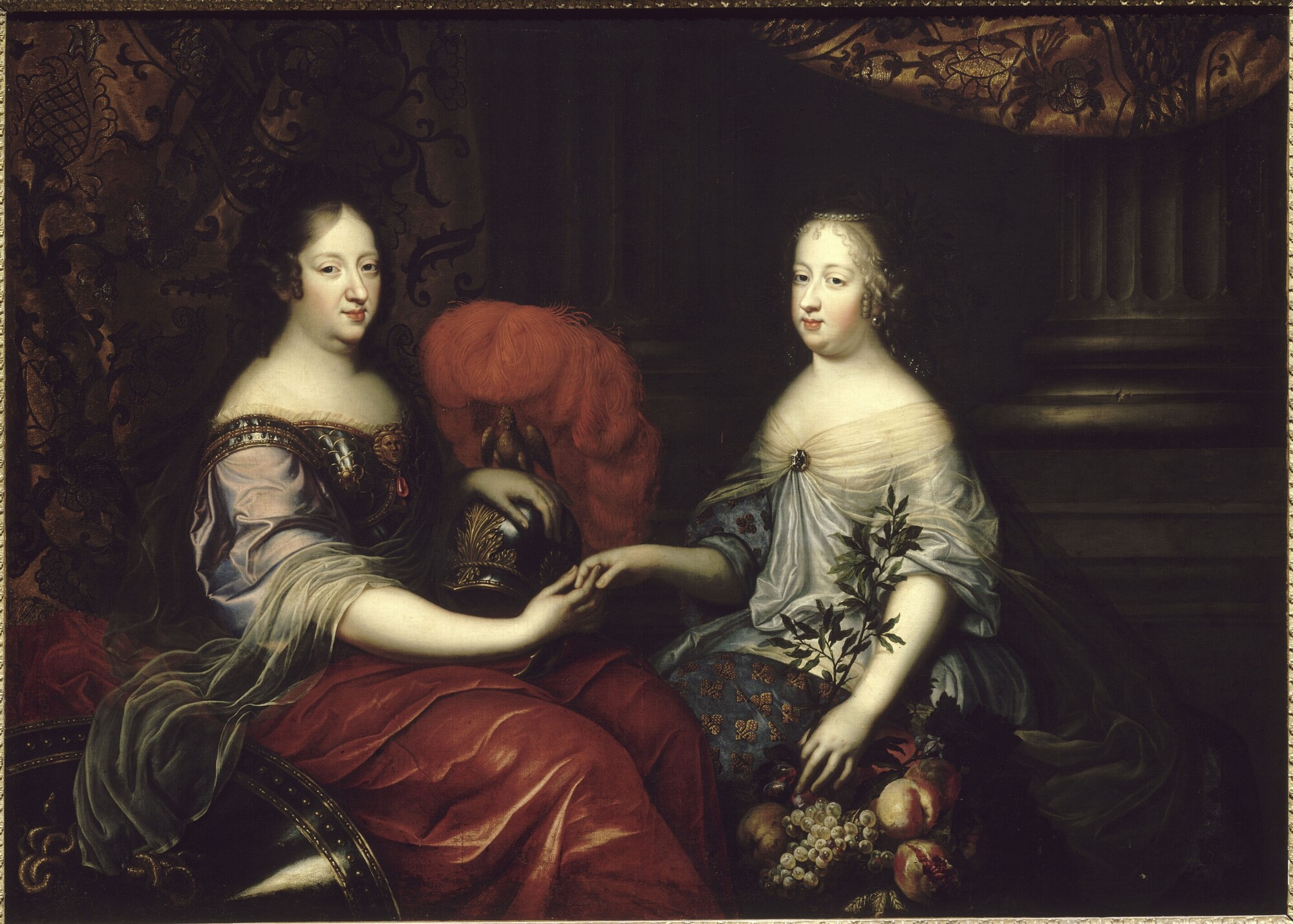
Portraits d'Anne d'Autriche et de Marie-Thérèse d'Autriche (1664).

Il s'est marié le 3 juin 1646 avec Suzanne Deshoulliers, fille de Jacques Deshoulliers, maître tailleur d'habits parisien et de Nicolle Sonne. En 1646, il est nommé peintre ordinaire de la reine. Il a pris le nom de Simon Renard de Saint-André en 1646.
Il est reçu à l'Académie royale de peinture et de sculpture le 26 mai 1663. Pour son tableau de réception, il a peint le double portrait de la reine mère, Anne d'Autriche, et de la reine, Marie-Thérèse d'Autriche, peu après son arrivée en France, sous l'emblème de la Paix et de la Concorde.
Il a peint un tableau représentant le roi assis et vêtu de ses habits royaux qui était dans la salle où s'assemblait l'Académie française. Il a aussi fait des tableaux pour les tapisseries fabriquées aux Gobelins.

## Famille
- Claude Regnard, marié à de Denise Laurier,
  - Geneviève Renard (1606-après 1652), mariée en 1636 à Claude Vachin, musicien du duc d'Orléans,
  - François Renard (vers 1607-avant 1652), peintre à Paris (vers 1632-1633), puis maître peintre à Dreux (vers 1638),
  - Simon Renard de Saint-André, marié à Suzanne Deshoulliers,
    - Charlotte, a pour parrain Charles Beaubrun,
    - Jacques, peintre, concierge et garde des clés du Louvre,
    - Eusèbe, a pour marraine la femme d'Henri Beaubrun,
    - Augustin-Jacques,
    - Élisabeth-Suzanne,
    - Marie-Anne.

## Œuvres

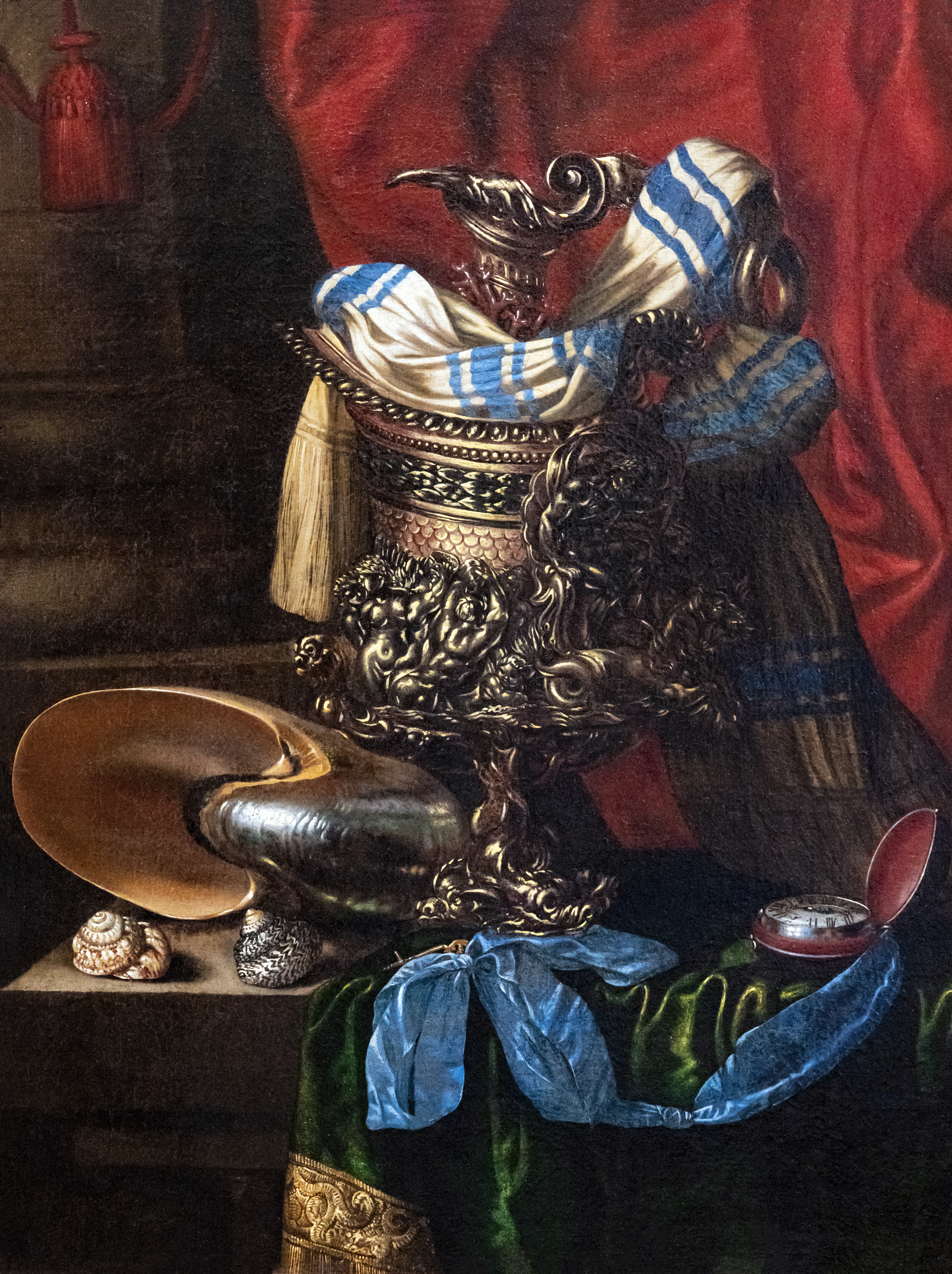
Nature morte - Musée des Beaux-Arts de Narbonne.

- Vanité, musée Garinet de Châlons-en-Champagne
- Vanité, vers 1650, huile sur toile, 60 × 43 cm, musée des Beaux-Arts de Lyon
- Vanité, huile sur toile, 52 × 44 cm, musée des Beaux-Arts de Marseille
- Nature morte, Musée des Beaux-Arts de Narbonne[1],[2].
- Anne d'Autriche et Marie-Thérèse d'Autriche, musée de l'Histoire de France du château de Versailles
- Entrevue de Louis XIV et Philippe IV, musée du château de Versailles
- Vanité, musée des Beaux-Arts de Strasbourg